# Werner Kaiser (Botaniker)
Werner Martin Kaiser (* 31. Dezember 1944 in Unterwittighausen) ist ein deutscher Botaniker, Pflanzenphysiologe, Hochschullehrer und Autor.

## Leben
Werner Kaiser wuchs als Sohn von Karl Kaiser und Josefine Jahn im Ortsteil Unterwittighausen der Gemeinde Wittighausen auf. Seine Mutter war viele Jahre als Lehrerin in der Altgemeinde Unterwittighausen tätig.
Im Jahre 1973 promovierte Kaiser mit einer Arbeit über „Endogene Photophosporylierung in isolierten Chloroplasten“. Als sogenannter Postdoc forschte er im Anschluss an seine Promotion für mehrere Jahre an der University of California, Berkeley. Nach seiner Habilitation im Jahre 1981 erhielt er von drei Universitäten Rufe auf eine Professur. Die Rufe der Universität Göttingen sowie etwas später auf einen Lehrstuhl für Pflanzenernährung an der Technischen Universität München lehnte Kaiser noch ab, bevor er dem dritten Ruf der Julius-Maximilians-Universität Würzburg folgte. Dort hatte er von 1982 bis 2011 am Julius-Sachs-Institut für Biowissenschaften mit dem Lehrstuhl für Botanik I, Molekulare Pflanzenphysiologie und Biophysik, eine Professur inne. Kaiser wurde in der Datenbank Highly Cited Researchers im Fachgebiet Biologie und Biochemie in mehreren Jahren einer von rund 6200 der meistzitierten und damit einflussreichsten Wissenschaftlern aus 22 wissenschaftlichen Fachgebieten aufgeführt.
Werner Kaiser hat zwei Kinder und lebt heute in Würzburg.

## Forschungsprojekte (Auswahl)
Kaiser forschte während seiner wissenschaftlichen Laufbahn unter anderem an folgenden Projekten:
Als Forschungsantragssteller
- Die Bedeutung der Nitratreduktion für den anaeroben Stoffwechsel von Wurzeln[8]
- Stickstoffmonoxid als Signalmolekül in Pflanzen: Nitratreduktase oder alternative Quellen für NO?[9]
- Zur Rolle der Nitratreduktion und der NO-Bildung beim normoxischen/anoxischen/post-anoxischen Stoffwechsel von Wurzeln[10]

Als Projektleiter
- Stickstoffmonoxid (NO): ein intermediäres Signal bei der Pathogenabwehr Höherer Pflanzen[11]
- Stickstoffmonoxid (NO) als Signal bei der Interaktion von Pflanzen und Pathogenen[12]

## Werke
- Kaiser, Werner: Physiologische Indikatoren und Toleranzmechanismen bei Pflanzen unter Säurebelastung. Lehrstuhl Botanik I der Univ., Würzburg 1990, OCLC 165559443 (171 S.).
- Kaiser, Werner; Lang, Barbara: Ammoniumtoxizität bei Pflanzen, insbesondere bei Laubbäumen: NH 3 -NH 4 + -Aufnahme, Akkumulation und Wirkung auf Ionentransport, Ionenkompartimentierung und Stoffwechsel. Julius-von-Sachs-Inst. für Biowiss., Würzburg 1994, OCLC 165284051 (168 S.).
- Kaiser, Werner; Planchet, Élisabeth; Rümer, Stefan: Nitrate Reductase and Nitric Oxide. In: Annual Plant Reviews online. 10. September 2010, S. 127–145, doi:10.1002/9781119312994.apr0453.